# VII Grupa Lotnicza
VII Grupa lotnicza – jednostka lotnictwa wojskowego utworzona w 1920.

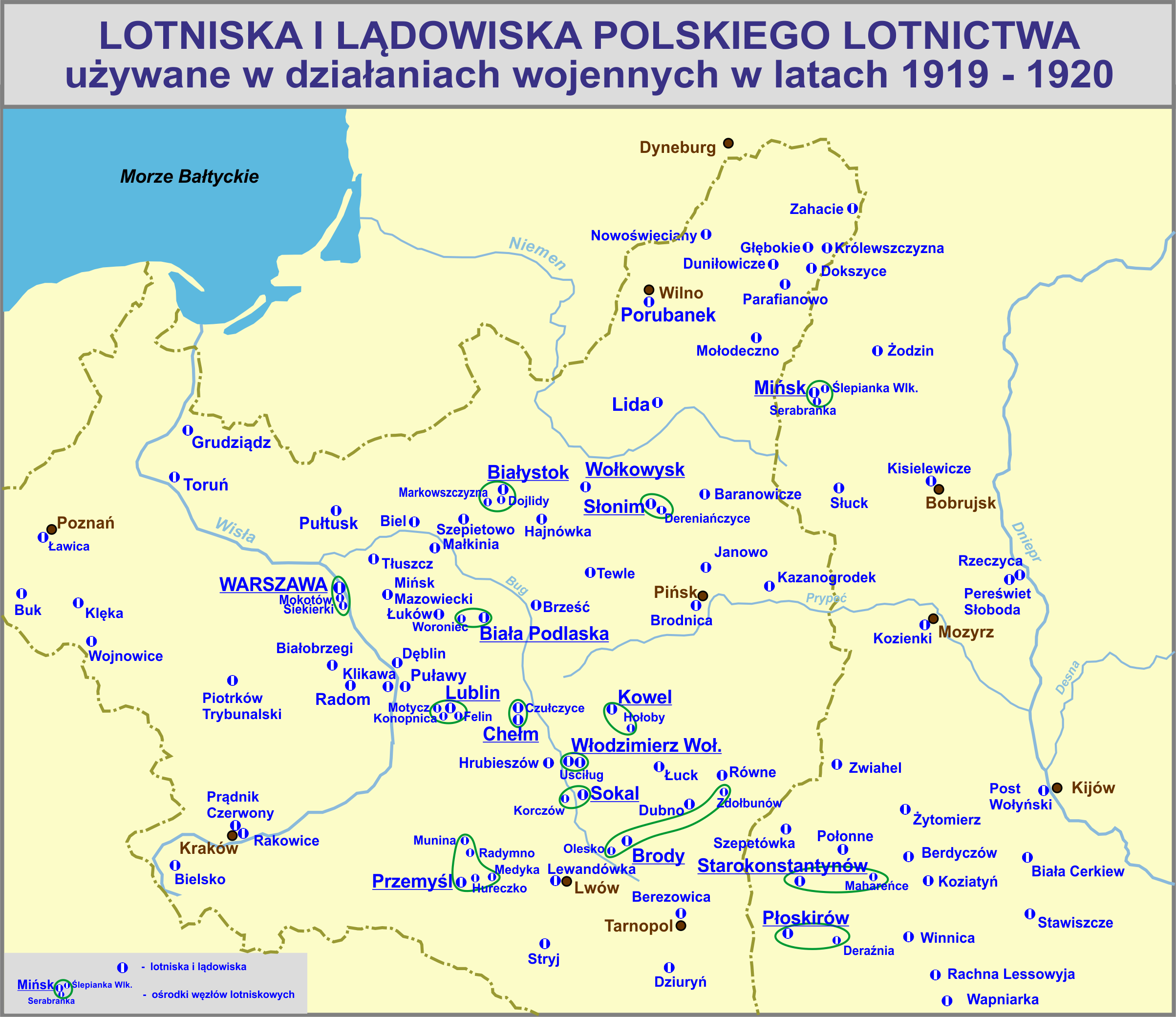

Pierwszym dowódcą Grupy został pil. Antoni Buckiewicz.
W kwietniu 1920 przeorganizowana w VII dywizjon lotniczy

## VII dywizjon lotniczy
Reorganizacja lotnictwa bojowego wiosną 1920 przemianowała grupy lotnicze na dywizjony oraz zniosła numerację odrębną eskadr wielkopolskich i francuskich. Wszystkie istniejące w kraju eskadry otrzymały numerację porządkową od 1 do 21 (bez 20). 
Dywizjon stacjonował wtedy w Mińsku a w jego skład weszły:
- 10 eskadra wywiadowcza
- 12 eskadra wywiadowcza
- 13 eskadra myśliwska
- 14 eskadra wywiadowcza
- 19 eskadra myśliwska

Dowodzony przez Antoniego Buckiewicza, w czerwcu operował na froncie od Borysowa do Bobrujska.
W sierpniu 1921 VII dywizjon wywiadowczy składający się z 1 eskadry, 5 eskadry i 10 eskadry wszedł w skład 3 pułku lotniczego w Poznaniu.